# 알렘빅 (컴퓨터 그래픽스)
알렘빅(Alembic)은 소니 픽처스 이미지워크스와 인더스트리얼 라이트 & 매직이 개발한 컴퓨터 그래픽스 파일 형식이다. 이 형식은 2011년 SIGGRAPH에서 발표되었고, 시각 효과 및 애니메이션 전문가들 사이에서 업계 전반에 걸쳐 널리 채택되었다.
주요 초점은 동일한 샷이나 동일한 자산에서 작업하는 여러 그룹 간에 애니메이션된 지오메트리(모델)를 효율적으로 교환하는 것이다. 이들은 서로 다른 애플리케이션을 사용할 수도 있다. 종종 같은 회사나 다른 스튜디오의 다른 부서가 동일한 프로젝트를 작업한다. Alembic은 폴리곤 메시, 서브디비전 서피스, 매개변수 곡선, NURBS 패치 및 입자를 포함하여 업계에서 사용되는 일반적인 지오메트리 표현을 지원한다. Alembic은 또한 변환 계층 및 카메라를 지원한다. 최신 버전에는 재료 및 조명에 대한 초기 지원도 포함된다. Alembic은 특히 절차적 도구의 복잡한 종속성 그래프를 저장하는 데 초점을 맞추지 않고, 애니메이션 장면의 타임라인을 따라 여러 지점에서 모델 데이터를 샘플링하여 "구운" 결과를 저장한다.

## 알렘빅을 지원하는 도구

### 내장 지원 도구
| 애플리케이션       | 버전   | 벤더                    |
| ------------------ | ------ | ----------------------- |
| Flame              | 2016   | 오토데스크              |
| Adobe Substance    |        | Adobe Inc               |
| Maya               | 2012   | 오토데스크              |
| 3ds Max            | 2016   | 오토데스크              |
| KATANA             | 1.1    | The Foundry             |
| Houdini            | 11.1   | Side Effects Software   |
| iClone             | 6.5    | Reallusion Inc.         |
| RenderMan          | ?      | 픽사                    |
| Arnold             | ?      | Solid Angle             |
| MARI               | 10.2v1 | The Foundry             |
| MODO               | 10.2v1 | The Foundry             |
| NUKE               | 7.0    | The Foundry             |
| 시네마 4D          | R14    | Maxon                   |
| V-레이             | 2012   | Chaos Group             |
| Guerilla Render    | 0.15.2 | Mercenaries Engineering |
| RealFlow           | 2013   | Next Limit              |
| Maxwell Render     | 3      | Next Limit              |
| Clarisse iFX       | 2012   | Isotropix               |
| LightWave 3D       | 11.6   | 뉴텍                    |
| Keyshot Pro        | 4      | Luxion                  |
| Octane Render      | 1.5    | Otoy                    |
| Blender            | 2.78   | 블렌더 재단             |
| Fusion             | 7.0    | 블랙매직 디자인         |
| 언리얼 엔진        | 4.13   | 에픽게임즈              |
| Unity 엔진         | 2018.1 | 유니티 테크놀로지스     |
|                    |        |                         |
| EmberGen           | 0.7.5  | JangaFX                 |
| Marvelous Designer | ?      | CLO Virtual Fashion     |

### 플러그인
| 플러그인         | 지원 애플리케이션                | 벤더             |
| ---------------- | -------------------------------- | ---------------- |
| Crate Suite      | 3DS Max, Maya, Softimage, Arnold | Exocortex        |
| AtomKraft        | Nuke, After Effects              | Jupiter Jazz     |
| Ortholab         | Mudbox                           | Ortholab         |
| DF Plugin        | 3DS Max                          | Digital Frontier |
| Alembic Exporter | Daz Studio                       | Daz 3D           |